# مشکنان (کوهپایه)
مشکنان (کوهپایه)،باقدمتی هزارساله که اکثر اماکن تاریخی آن ازبین رفته.
درقدیم دارای هفت قلعه بوده
چندین بار خالی از سکنه شده است که در آخرین مورد بدلیل شیوع بیماری طاعون جمعیت ساکن کاهش چشمگیری داشته واجساد رفتگان در روستای بادافشان که مزرعه ای از خان های مشکنان بوده آغشته به آهک دفن گردید که هنوز آثاری از آنها بجامانده.
در سفرنامه ناصرخسرو از مشکنان به نیکی یاد شده وبدلیل سرسبزی و عطر ورایحه گلها بسیار مورد توجه قرار گرفته.
نزدیک بودن به جاده ابریشم خود پذیرای اقوام مختلفی بوده.
خاندان بزرگ اسلامی که هنوز ساکن هستند مهاجران ندوشن یزد بوده وخاندان صدری از شیراز و احمدی مهاجران جنوب اصفهان وحسینی هم از مهاجران نائین وسلطام نصیر هستند.
زبان پارسی دری زبان رایج آنهاست.
مردمانی بامحبت و صنعتگرند.
هنرمند وبامحبت... .

## جمعیت
این روستا در دهستان تودشک قرار دارد و براساس سرشماری مرکز آمار ایران در سال ۱۳۸۵، جمعیت آن ۴۶۶ نفر (۱۳۶خانوار) بوده‌است.